# نزاع كازامانس
نزاع كازامانس هو صراع دار على مستوى منخفض بين حكومة السنغال وحركة القوات الديمقراطية لكازامانس منذ 1982. في 1 مايو 2014، قال زعيم حركة القوات الديمقراطية لكازامانس أنه يريد السلام وأعلن من جانب واحد وقف إطلاق النار.
تطالب حركة القوات الديمقراطية لكازامانس بإعطاء الاستقلال لمنطقة كازامانس، وهي منطقة يتميز سكانها دينيا وعرقيا عن بقية سكان السنغال. كانت الفترة الدموية في النزاع هي الفترة التي استمرت من 1992 إلى 2001 وأسفرت عن مقتل أكثر من 1.000 شخص.
في 30 ديسمبر 2004، تم التوصل إلى اتفاق بين حركة القوات الديمقراطية لكازامانس والحكومة التي وعدت بتقديم كل ما يستلزم لتحويل مقاتلي حركة القوات الديمقراطية لكازامانس إلى قوات شبه عسكرية تابعة لها، تنفيذ برامج انتعاش اقتصادي في كازامانس، خصوصا الخاصة بالمناجم والتعدين، وتقديم المساعدات لللاجئين العائدين. ومع ذلك، انشق بعض المتشددين داخل فصائل في حركة القوات الديمقراطية لكازامانس قريبة من عناصرها التي كانت قد وقعت الاتفاقية ولم تدخل المفاوضات في أعقاب انهيار محادثات في فونديوني في 2 فبراير 2005.
اندلع القتال مرة أخرى في عام 2010 و 2011 لكن انخفض مستواه بعد انتخابات أبريل 2012 التي فاز بها ماكي سال. أجريت مفاوضات سلام تحت رعاية مجتمع سانت إيجيديو الموجود في روما وفي 14 ديسمبر 2012، أعلن الرئيس سال أن كازامانس ستكون تجربة جيدة لتطبيق سياسة اللامركزية.

## خلفية النزاع
أسهمت الهوية الإقليمية المتميزة لمنطقة كازامانس في تعزيز منطق الانفصالية بناءً على تمايُز المنطقة وشعبها عن الشمال.

### جغرافية
تُعتبر منطقة كازامانس الجزءَ الجنوبي من السنغال والتي بالرغم من اتصالها في الشرق تُعدّ منفصلة عن باقي السنغال. تقسم جمهورية غامبيا السنغال على طول 300 كيلومتر تقريبًا بعرض 50 كيلومترًا. تتألف كازامانس من منطقتين إداريتين تحمل اسميّ عواصمهما: زيغينشور في الغرب وكولدا في الشرق. تحمّلت منطقة زيغينشور الوطأة الأشدّ من النزاع، إذ اقتصر الصراع فيها في البداية. إنما ابتداءً من العام 1995، امتد النزاع إلى إقليم كولدا، وهو ما أثر كثيرًا على مقاطعة سيديو.
تختلف تضاريس المنطقة عنها في شمال الساحل الأفريقي. إذ تزخر تضاريس كازامانس بالأنهار، والغابات، ومستنقعات المنغروف.

### الفروق الديموغرافية والثقافية
ينتمي سكان المنطقة الرئيسيون إلى مجموعة الجولائيين الإثنية، رغم أنهم يُعتبرون أقلية بشكل عام إذا احتُسبت باقي المجموعات الإثنية الأخرى في كازامانس. بالإضافة إلى الجولائيين، تضم المنطقة كذلك مجموعات ماندينغي، ومانكانيا، وبولار (جزء من شعب الفولاني)، ومانجاك، وبالانتا، وبابيل، وباينوك، وأقلية صغيرة من الولوف. ورغم هذا، فإن الولوف هم أكبر مجموعة إثنية في السنغال، ويهيمنون على شمال البلاد. ساد شعور في أوساط الجولائيين بأنهم لا يستفيدون بدرجة عادلة من خيرات المنطقة وأن داكار العاصمة تستحوذ على معظم الأرباح من منتجات المنطقة. ينتشر هذا الشعور من المعاملة غير المتكافئة في كازامانس، حتى لدى أولئك الذين لا يدعمون الانفصالية. يدين الكثيرون في منطقة كازامانس بالمسيحية أو الوثنية، بخلاف غالبية السنغاليين من المسلمين. بالرغم من ذلك، فقد اتّسمت تاريخيًا العلاقات بين السكان المسلمين والمسيحيين في السنغال بالاحترام المتبادل.

### الحكم الاستعماري
رغم احتلال فرنسا للسنغال في القرن التاسع عشر، فقد كانت البرتغال أول دولة أوروبية واصلة إلى البلاد. أُقيمت الإدارة البرتغالية في زيغينشور في العام 1645 واستمرت حتى العام 1888. في عقب ذلك، تنافست القوى الفرنسية والبرتغالية والبريطانية على النفوذ في المنطقة. بعد تأسيس الحكم الاستعماري الفرنسي، ركز المبشرون الكاثوليك الفرنسيون جهودهم في أوساط الجوالائيين الموجودين كازامانس السفلى، بالإضافة إلى تركيزهم على السيريريين. في ظل الحكم الفرنسي، ظهر أول اقتراح بخصوص استقلال كازامانس.

## تسلسل زمني

### سبعينيات القرن العشرين
في أواخر سبعينيات القرن العشرين، ظهرت أول حركة انفصالية في كازامانس. تراكمت الخيبات السياسية نظرًا لغياب النمو الاقتصادي لشعب كازامانس. تمثّل أحد النقاط المثارة بتكرار في هيمنة الشماليين على اقتصاد المنطقة. إذ احتكر الشماليون الإدارة في زيغينشور، والذين كان معظمهم من شعب الولوف عرقيًا. خضعت زيغينشور والمناطق الساحلية لعمليات تجريد من الملكية بغرض التنمية، ومنح العديدُ من المسؤولين المحليين الوافدين من المناطق الشمالية الأراضي لأقاربهم وزبائنهم. أفضى ذلك إلى اندلاع الاحتجاجات في زيغينشور وكاب سكيرينغ. 